# Hortúa (estación)
La estación sencilla Hortúa, hace parte del sistema de transporte masivo de Bogotá llamado TransMilenio inaugurado en el año 2000.

## Ubicación
La estación se encuentra ubicada en el centro de la ciudad, más específicamente en la Avenida Caracas, entre la diagonal 1 Bis Sur y la calle 2 Sur. Se accede a ella mediante cruces semaforizados ubicados sobre estas vías.

## Origen del nombre
La estación recibe el nombre por la cercanía del centro médico del mismo nombre, también llamado San Juan de Dios.
Además de atender la demanda de los hospitales Santa Clara y San Juan de Dios, atiende los barrios de Sevilla, La Hortúa, San Antonio y alrededores.

## Historia
A comienzos del año 2001, fue inaugurada la segunda fase de la Troncal Caracas desde Tercer Milenio, hasta la estación intermedia de la Calle 40 Sur. Meses más tarde el servicio fue extendido al sur, hasta el Portal Usme.
Durante el Paro nacional de 2021, la estación sufrió diversos ataques que afectaron de forma considerable las puertas de vidrio y demás infraestructura de la estación, razón por la cual se encontró inoperativa. Por ello se implementó un servicio circular como contingencia.

## Servicios de la estación

### Servicios troncales
| Tipo                                        | Rutas al Norte | Rutas al Sur |
| ------------------------------------------- | -------------- | ------------ |
| Ruta fácil                                  | 3              | 3            |
| Expresos todos los días todo el día         | B75 K54        | H75 H54      |
| Expresos lunes a sábado todo el día         | B13            | H13          |
| Expresos lunes a viernes todo el día        | C17            | H17          |
| Expresos sábados de 4:00 a. m. a 3:00 p. m. | C17            | H17          |

### Esquema
| ← Norte     |         |         |
| Calle 1 Sur | 3B13C17 | B75K54  |
|             | Vagón 2 | Vagón 1 |
| Calle 1 Sur | 3H13H17 | H54H75  |
| Sur →       |         |         |

## Ubicación geográfica
| Noroeste: Antonio Nariño | Norte: H Hospital | Nordeste: Antonio Nariño |
| Oeste: G Santa Isabel    |                   | Este: L San Bernardo     |
| Suroeste: Antonio Nariño | Sur: H Nariño     | Sureste: Antonio Nariño  |